# Cadia purpurea
Espèce
Synonymes
- Cadia varia LʼHér.[2]
- Panciatica purpurea G. Piccioli[1] [2]

Cadia purpurea est une espèce de plantes à fleurs de la famille des Fabacées.

## Répartition
Cette espèce est présente au Kenya, en Éthiopie, en Tanzanie et au Yémen.